# Oligodon cinereus
Oligodon cinereus là một loài rắn trong họ Rắn nước. Loài này được Günther mô tả khoa học đầu tiên năm 1864.

## Hình ảnh

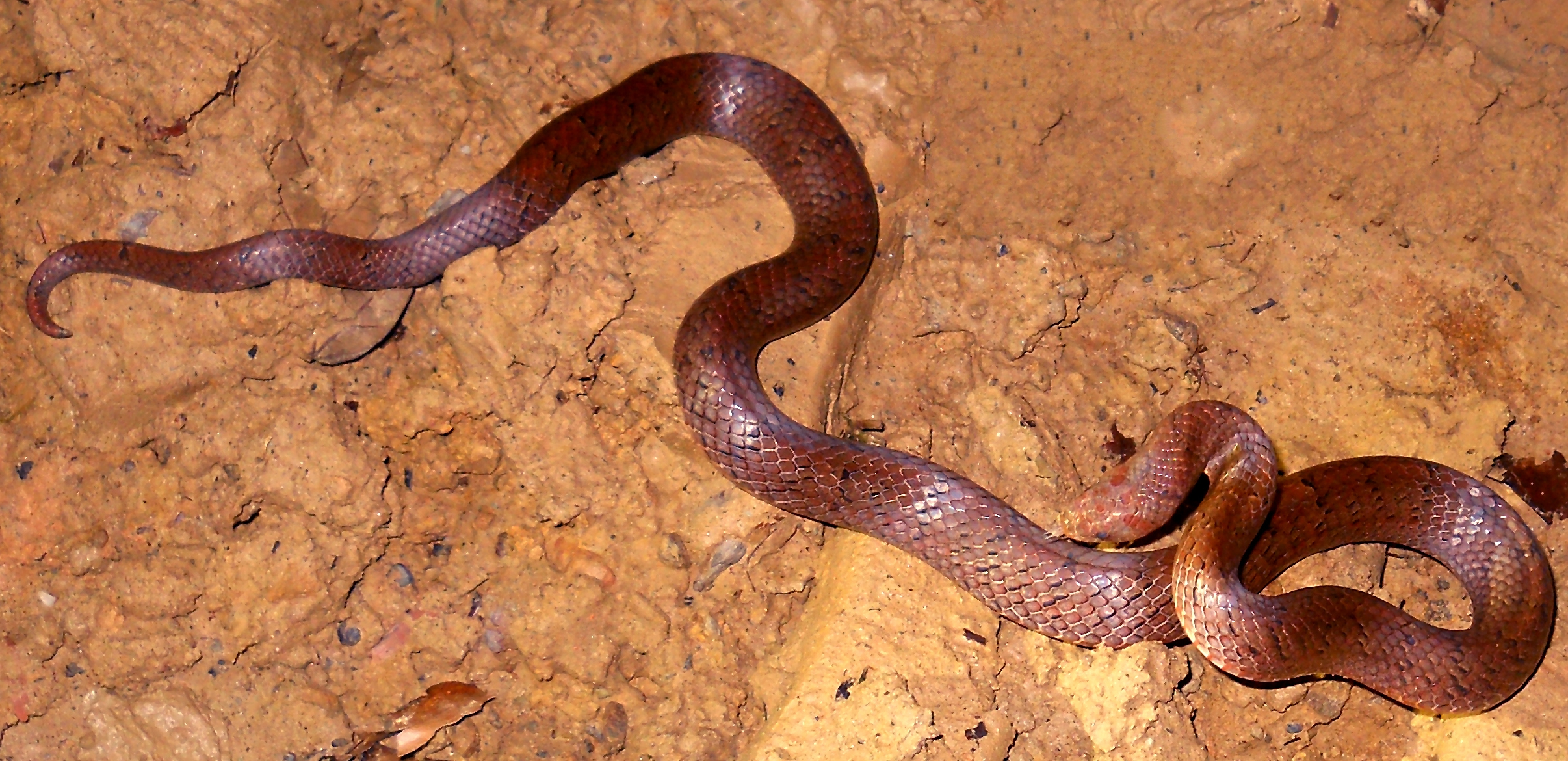
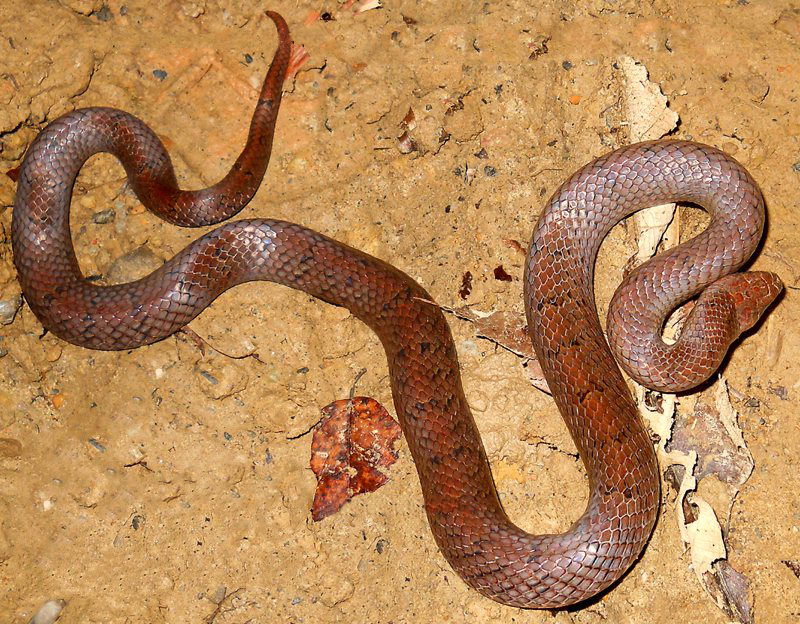